# Patrick Perret
Patrick Perret (* 6. November 1953 in La Rochelle) ist ein ehemaliger französischer Radrennfahrer und Sportlicher Leiter.

## Sportliche Laufbahn
Perret war im Straßenradsport und im Bahnradsport aktiv. Er begann mit dem Radsport im Verein PTT Besançon. Als Amateur gewann er mehr als 80 Rennen. Er gewann 1972 die Tour du Haut-Marnais, 1973 das Einzelzeitfahren Grand Prix de France vor Gilbert Bischoff und 1974 vor Michel Laurent. 1974 siegte er bei den Militärweltmeisterschaften im Mannschaftszeitfahren. Im Einzelzeitfahren gewann er die Silbermedaille. Perret holte Etappensiege in der Tour du Gévaudan und im Grand Prix Guillaume Tell.
1975 erhielt er seinen ersten Vertrag als Profi im Radsportteam Miko-de Gribaldy  und blieb bis 1984 als Radprofi aktiv. Als Profi gewann Perret Etappen im Étoile de Bessèges (auch 1983) und im Grand Prix Midi libre 1976, im Critérium du Dauphiné Libéré 1982 sowie die Gesamtwertung der letzten Austragung der Tour d’Indre-et-Loire 1982 vor Ferdi Van Den Haute.
Zweiter wurde er im Grand Prix de Plouay 1976 und in der Tour de l’Aude 1980. Dritte Plätze holte Perret 1983 im Étoile de Bessèges, in der Tour Méditerranéen, bei Draguignan–Seillans, 1976 in der Tour de Corse, 1977 bei Paris–Bourges und 1983 bei Châteauroux–Limoges. 
Die Tour de France bestritt Perret achtmal. 1978 wurde er 29., 1980 71., 1981 44. und 1982 48. der Gesamtwertung. 1975, 1976, 1977 und 1979 schied er aus. Im Giro d’Italia 1979 wurde er 25.

## Berufliches
Von 2001 bis 2003 war er Sportlicher Leiter im Radsportteam Jean Delatour, ab 2004 bei R.A.G.T. Semences.